# Eleccions legislatives del Kirguizstan de 2005
Les eleccions parlamentàries del Kirguizstan de 2005 es van celebrar el 27 de febrer en primera volta i el 13 de març de 2005 en segona volta. La creença que les eleccions havien estat manipulades pel govern va donar lloc a protestes generalitzades, que van culminar amb la Revolució de les Tulipes el 24 de març, en la qual el President Askar Akaiev va ser enderrocat.

## Context
Després d'un referèndum celebrat en 2003, es va introduir una nova constitució que preveia un Consell Suprem monocameral de 75 escons, que substituïa al Consell Suprem bicameral que havia consistit en l'Assemblea de Representants del Poble i l'Assemblea Legislativa. Els diputats es triaven en circumscripcions uninominals mitjançant el sistema de dues voltes, en el qual un candidat havia de rebre la majoria dels vots en la primera volta per a ser triat, celebrant-se una segona volta si cap candidat aconseguia la majoria.

## Campanya
Es van inscriure un total de 425 candidats per a participar en les eleccions, encara que el dia de l'elecció es va reduir a 389, ja que 23 es van retirar i 12 van ser desqualificats per la comissió electoral. Al voltant del 65% dels candidats van ser nominats pel Partit del president Akaiev del Kirguizstan, o pel Partit Democràtic Adilet, progovern. Els fills d'Akayev, Aidar i Bermet, estaven entre els nominats.
Els 44 partits de l'oposició van formar coalicions en un intent d'unir-se contra la coalició governant, unint-se en quatre o cinc blocs. No obstant això, a diversos membres de l'oposició se'ls va impedir presentar-se a les eleccions mitjançant una nova llei electoral que exigia que els candidats visquessin al país durant almenys cinc anys abans de les eleccions.

## Conducta
Més de 550 observadors van assistir a les eleccions. Els observadors de la Comunitat d'Estats Independents van informar que les eleccions havien estat "justes i transparents", mentre que l'Organització per a la Seguretat i la Cooperació a Europa (OSCE) va declarar que la votació no havia complert les normes internacionals. L'OSCE va destacar com alguns dels problemes les urnes sense segellar i les inexactituds en les llistes de votants.
Durant la campanya electoral, la majoria dels mitjans de comunicació kirguises es van centrar en Akayev. El 22 de febrer es va tallar el subministrament d'electricitat a l'única impremta independent del país, mentre que la Ràdio Azattyk, que havia estat un dels pocs mitjans de comunicació que havia proporcionat una cobertura equilibrada de les eleccions, va ser tancada el 24 de febrer.

## Resultats
En la primera volta de la votació es van elegir 32 candidats, dels quals deu eren del partit progovernamental Avanci Kirguizstan i dos dels partits de l'oposició Ata-Zhurt i Rostia; els altres vint eren progovernamentals. Es va informar que la participació dels votants va ser del 57%.
En la segona volta la participació va ser del 59%; 35 escons van ser guanyats pels partidaris d'Akaiev i quatre per l'oposició, la qual cosa va donar a Akaiev el suport de 65 dels 75 diputats, mentre que l'oposició només va obtenir sis escons; altres quatre escons van quedar vacants. En dues circumscripcions la votació es va ajornar fins al 20 de març després que els candidats de la segona volta fossin desqualificats.